# アメリカ映画の名セリフベスト100
アメリカ映画の名セリフベスト100（アメリカえいがのめいセリフベスト100、AFI's 100 Years...100 Movie Quotes、AFIの百年…映画百の名台詞）は、アメリカン・フィルム・インスティチュート（AFI）が「AFIアメリカ映画100年シリーズ」の一環として選出したアメリカ合衆国の映画の100の名セリフの一覧である。
2005年6月21日にCBSで放映されたテレビ番組でこの一覧が発表された。1,500人以上の映画関係者らによって選定された。1位に輝いたのはクラーク・ゲーブルが『Gone with the Wind』（邦題：『風と共に去りぬ』）の中で語ったセリフであった。

## 一覧
| 順位 | セリフ （日本語訳） | 発言者の役名 （演じた俳優・女優）                                               | 原題 （日本での上映名） | 公開年 |
| ---- | --- | ------------------------------------------------------------------------------- | --- | ------ |
| 1    | Frankly, my dear, I don't give a damn. （「俺には関係ない」） | レット・バトラー （クラーク・ゲーブル）                                         | Gone with the Wind （風と共に去りぬ） | 1939   |
| 2    | I'm gonna make him an offer he can't refuse. （「嫌とは言えない申し出をする」） | ヴィトー・コルレオーネ （マーロン・ブランド）                                   | The Godfather （ゴッドファーザー） | 1972   |
| 3    | You don't understand! I coulda had class. I coulda been a contender. I could've been somebody, instead of a bum, which is what I am. （「違う、タイトルを取れたんだ。 多少は大きな顔もできる身になれた。 見ろ、今のこの俺はただのヤクザだ」）                                                                                              | テリー・マロイ （マーロン・ブランド）                                           | On the Waterfront （波止場） | 1954   |
| 4    | Toto, I've got a feeling we're not in Kansas anymore. （「トト、ここはカンザスじゃないみたいよ」） | ドロシー・ゲイル （ジュディ・ガーランド）                                       | The Wizard of Oz （オズの魔法使） | 1939   |
| 5    | Here's looking at you, kid. （「君の瞳に乾杯」） | リック・ブレイン （ハンフリー・ボガート）                                       | Casablanca （カサブランカ） | 1942   |
| 6    | Go ahead, make my day. （「やれよ、楽しませてくれ」） | ハリー・キャラハン （クリント・イーストウッド）                                 | Sudden Impact （ダーティハリー4） | 1983   |
| 7    | All right, Mr. DeMille, I'm ready for my close-up. （「デミル監督、クローズアップを」） | ノーマ・デズモンド （グロリア・スワンソン）                                     | Sunset Boulevard （サンセット大通り） | 1950   |
| 8    | May the Force be with you. （「フォースと共にあらん事を」） | ハン・ソロ （ハリソン・フォード）                                               | Star Wars （スター・ウォーズ） | 1977   |
| 9    | Fasten your seatbelts. It's going to be a bumpy night. （「大荒れするからシートベルト着用よ」） | マーゴ・チャニング （ベティ・デイヴィス）                                       | All About Eve （イヴの総て） | 1950   |
| 10   | You talkin' to me? （「俺に言ってんのか?」） | トラヴィス・ビックル （ロバート・デ・ニーロ）                                   | Taxi Driver （タクシードライバー） | 1976   |
| 11   | What we've got here is failure to communicate. （「ここにいるのは言葉の分からん男だ」） | 刑務所所長 （ストローザー・マーティン）                                         | Cool Hand Luke （暴力脱獄） | 1967   |
| 12   | I love the smell of napalm in the morning. （「朝のナパームの香りは格別だ」） | ビル・キルゴア中佐 （ロバート・デュヴァル）                                     | Apocalypse Now （地獄の黙示録） | 1979   |
| 13   | Love means never having to say you're sorry. （「愛とは決して後悔しない事」） | ジェニファー・バレット （アリ・マッグロー）                                     | Love Story （ある愛の詩） | 1970   |
| 14   | The stuff that dreams are made of. （「夢が詰まってるのさ」） | サム・スペード （ハンフリー・ボガート）                                         | The Maltese Falcon （マルタの鷹） | 1941   |
| 15   | E.T. phone home. （「E.T. ウチ デンワ」） | E.T. （パット・ウォルシュ）                                                     | E.T. The Extra-Terrestrial （E.T.） | 1982   |
| 16   | They call me Mister Tibbs!. （「ミスター・ティッブスだ!」） | ヴァージル・ティッブス （シドニー・ポワチエ）                                   | In the Heat of the Night （夜の大捜査線） | 1967   |
| 17   | Rosebud. （「バラのつぼみ」） | チャールズ・フォスター・ケーン （オーソン・ウェルズ）                           | Citizen Kane （市民ケーン） | 1941   |
| 18   | Made it, Ma! Top of the world! （「やったよ、ママ! 世界一だ!」） | コーディ・ジャレット （ジェームズ・キャグニー）                                 | White Heat （白熱） | 1949   |
| 19   | I'm as mad as hell, and I'm not going to take this anymore! （「私はもう怒った、耐えられない!」） | ハワード・ビール （ピーター・フィンチ）                                         | Network （ネットワーク） | 1976   |
| 20   | Louis, I think this is the beginning of a beautiful friendship. （「ルイ、これが友情の始まりだな」） | リック・ブレイン （ハンフリー・ボガート）                                       | Casablanca （カサブランカ） | 1942   |
| 21   | A census taker once tried to test me. I ate his liver with some fava beans and a nice Chianti. （「昔、国勢調査員が私にテストをしようとした。 そいつの肝臓をソラマメと極上のキャンティと一緒に食ってやった」） | ハンニバル・レクター （アンソニー・ホプキンス）                                 | The Silence of the Lambs （羊たちの沈黙） | 1991   |
| 22   | Bond. James Bond. （「ボンド。ジェームズ・ボンドです。」） | ジェームズ・ボンド （ショーン・コネリー）                                       | Dr. No （007 ドクター・ノオ） | 1962   |
| 23   | There's no place like home. （「やっぱり、おうちが一番だわ」） | ドロシー・ゲイル （ジュディ・ガーランド）                                       | The Wizard of Oz （オズの魔法使） | 1939   |
| 24   | I am big! It's the pictures that got small. （「私は大物よ! 小さくなったのは映画の方だわ」） | ノーマ・デズモンド （グロリア・スワンソン）                                     | Sunset Boulevard （サンセット大通り） | 1950   |
| 25   | Show me the money! （「金を稼げ!」） | ロッド・ティドウェル （キューバ・グッディング・ジュニア）                       | Jerry Maguire （ザ・エージェント） | 1996   |
| 26   | Why don't you come up sometime and see me? （「時々私に会いに来ていただけないかしら?」） | レディ・ルー （メイ・ウエスト）                                                 | She Done Him Wrong （わたしは別よ） | 1933   |
| 27   | I'm walking here! I'm walking here! （「こっちは歩いてんだぞ!」） | ラッツォ （ダスティン・ホフマン）                                               | Midnight Cowboy （真夜中のカーボーイ） | 1969   |
| 28   | Play it, Sam. Play 'As Time Goes By. （「あれを弾いて、サム。時の過ぎ行くままにを」） | イルザ・ラント （イングリッド・バーグマン）                                     | Casablanca （カサブランカ） | 1942   |
| 29   | You can't handle the truth! （「おまえに真実は分からん!」） | ネイサン・ジェセップ大佐 （ジャック・ニコルソン）                               | A Few Good Men （ア・フュー・グッドメン） | 1992   |
| 30   | I want to be alone. （「私を一人にさせて」） | グルジンスカヤ （グレタ・ガルボ）                                               | Grand Hotel （グランド・ホテル） | 1932   |
| 31   | After all, tomorrow is another day! （「明日は明日の風が吹くわ!」） | スカーレット・オハラ （ヴィヴィアン・リー）                                     | Gone with the Wind （風と共に去りぬ） | 1939   |
| 32   | Round up the usual suspects. （「いつもの要注意連中を一斉検挙だっ」） | ルイス・ルノー署長 （クロード・レインズ）                                       | Casablanca （カサブランカ） | 1942   |
| 33   | I'll have what she's having. （「彼女と同じ物を」） | 顧客 （エステル・ライナー）                                                     | When Harry Met Sally... （恋人たちの予感） | 1989   |
| 34   | You know how to whistle, don't you, Steve? You just put your lips together and blow. （「口笛は吹ける? 唇を突き出して吹くのよ」） | マリー・ブロウニング （ローレン・バコール）                                     | To Have and Have Not （脱出） | 1944   |
| 35   | You're gonna need a bigger boat. （「大型船を呼ぼう」） | マーティン・ブロディ （ロイ・シャイダー）                                       | Jaws （ジョーズ） | 1975   |
| 36   | Badges? We ain't got no badges! We don't need no badges! I don't have to show you any stinking badges! （「バッジ? 持ってねぇ! 必要ねぇ! 見せることねぇ!」） | ゴールドハット （アルフォンソ・ベドヤ）                                         | The Treasure of the Sierra Madre （黄金） | 1948   |
| 37   | I'll be back. （「また戻ってくる」） | T-800 （アーノルド・シュワルツェネッガー）                                      | The Terminator （ターミネーター） | 1984   |
| 38   | Today, I consider myself the luckiest man on the face of the Earth. （「今日、私は、自分をこの世で最も幸せな男だと思っています」） | ルー・ゲーリッグ （ゲイリー・クーパー）                                         | The Pride of the Yankees （打撃王） | 1942   |
| 39   | If you build it, he will come. （「それを作れば彼はやってくる」） | ジョー・ジャクソン （声:レイ・リオッタ）                                        | Field of Dreams （フィールド・オブ・ドリームス） | 1989   |
| 40   | Mama always said life was like a box of chocolates. You never know what you're gonna get. （「ママは言ってた。 人生はチョコレートの箱みたいって。 食べるまで中身は分からない」） | フォレスト・ガンプ （トム・ハンクス）                                           | Forrest Gump （フォレスト・ガンプ/一期一会） | 1994   |
| 41   | We rob banks. （「商売は銀行強盗」） | 「ボニーとクライド」のクライド・バロウ （ウォーレン・ベイティ）                 | Bonnie and Clyde （俺たちに明日はない） | 1967   |
| 42   | Plastics. （「プラスチックだ」） | ミスター・マグワイア （ウォルター・ブルック）                                   | The Graduate （卒業） | 1967   |
| 43   | We'll always have Paris. （「君と幸せだったパリの思い出があるさ」） | リック・ブレイン （ハンフリー・ボガート）                                       | Casablanca （カサブランカ） | 1942   |
| 44   | I see dead people. （「死んだ人が見えるんだ」） | コール・シアー （ハーレイ・ジョエル・オスメント）                               | The Sixth Sense （シックス・センス） | 1999   |
| 45   | Stella! Hey, Stella! （「ステラ! ステラ!」） | スタンリー・コワルツキー （マーロン・ブランド）                                 | A Streetcar Named Desire （欲望という名の電車） | 1951   |
| 46   | Oh, Jerry, don't let's ask for the moon. We have the stars. （「ジェリィったら、お月様を求めるなんてやめましょう。 星は持ってるんだから」） | シャーロット・ヴェイル （ベティ・デイヴィス）                                   | Now, Voyager （情熱の航路） | 1942   |
| 47   | Shane. Shane. Come back! （「シェーン、シェーン、カムバック!」） | ジョーイ・スターレット （ブランドン・デ・ワイルド）                             | Shane （シェーン） | 1953   |
| 48   | Well, nobody's perfect. （「完璧な人はいない」） | オズグッド・フィールディング3世 （ジョー・E・ブラウン）                         | Some Like It Hot （お熱いのがお好き） | 1959   |
| 49   | It's alive! It's alive! （「生きてる、生きてる!」） | ヴィクター・フランケンシュタイン （コリン・クライヴ）                           | Frankenstein （フランケンシュタイン） | 1931   |
| 50   | Houston, we have a problem. （「ヒューストン、トラブルだ」） | ジム・ラヴェル （トム・ハンクス）                                               | Apollo 13 （アポロ13） | 1995   |
| 51   | You've got to ask yourself one question:'Do I feel lucky?'Well, do ya, punk? （「賭けてみるか、“今日はツイてるか?”どうなんだクソ野郎!」） | ハリー・キャラハン （クリント・イーストウッド）                                 | Dirty Harry （ダーティハリー） | 1971   |
| 52   | You had me at 'hello. （「言葉など要らないわ。戻ってくれただけで…」） | ドロシー・ボイド （レニー・ゼルウィガー）                                       | Jerry Maguire （ザ・エージェント） | 1996   |
| 53   | One morning I shot an elephant in my pajamas. How he got in my pajamas, I don't know. （「ある朝、私のパジャマの中に象が入ってきたから撃ち殺した。 象がどうやって入ってきたかなんて知らんがね」） | ジェフリー・T・スポルディング （グルーチョ・マルクス）                          | Animal Crackers （けだもの組合） | 1930   |
| 54   | There's no crying in baseball! （「野球には泣くなんてない!」） | ジミー・ドゥーガン監督 （トム・ハンクス）                                       | A League of Their Own （プリティ・リーグ） | 1992   |
| 55   | La-dee-da, la-dee-da. （「ヘヘーンだ」） | アニー・ホール （ダイアン・キートン）                                           | Annie Hall （アニー・ホール） | 1977   |
| 56   | A boy's best friend is his mother. （「母は最良の友さ」） | ノーマン・ベイツ （アンソニー・パーキンス）                                     | Psycho （サイコ） | 1960   |
| 57   | Greed, for lack of a better word, is good. （「言っちゃ悪いが、強欲は善だ」） | ゴードン・ゲッコー （マイケル・ダグラス）                                       | Wall Street （ウォール街） | 1987   |
| 58   | Keep your friends close, but your enemies closer. （「敵の懐に入れ」） | マイケル・コルレオーネ （アル・パチーノ）                                       | The Godfather Part II （ゴッドファーザー PART II） | 1974   |
| 59   | As God is my witness, I'll never be hungry again. （「神よ、ごらんください。二度と飢えはしません!」） | スカーレット・オハラ （ヴィヴィアン・リー）                                     | Gone with the Wind （風と共に去りぬ） | 1939   |
| 60   | Well, here's another nice mess you've gotten me into! （「やれやれ、君のおかげでまたトラブル発生だ」） | オリヴァー オリヴァー・ハーディ                                                 | Sons of the Desert （極楽発展倶楽部） | 1933   |
| 61   | Say 'hello' to my little friend! （「これがご挨拶だ!」） | トニー・モンタナ （アル・パチーノ）                                             | Scarface （スカーフェイス） | 1983   |
| 62   | What a dump. （「ひどい家」） | ローザ・モリーン （ベティ・デイヴィス）                                         | Beyond the Forest （森の彼方に） | 1949   |
| 63   | Mrs. Robinson, you're trying to seduce me. Aren't you? （「ミセス・ロビンソン、僕を誘惑しようと……違いますか?」） | ベンジャミン・ブラドック （ダスティン・ホフマン）                               | The Graduate （卒業） | 1967   |
| 64   | Gentlemen, you can't fight in here! This is the War Room! （「作戦室で戦争は困る!」） | マーキン・マフリー大統領 （ピーター・セラーズ）                                 | Dr. Strangelove or: How I Learned to Stop Worrying and Love the Bomb （博士の異常な愛情 または私は如何にして心配するのを止めて水爆を愛するようになったか） | 1964   |
| 65   | Elementary, my dear Watson. （「基本だよ、ワトソン君」） | シャーロック・ホームズ （ベイジル・ラスボーン）                                 | The Adventures of Sherlock Holmes （シャーロック・ホームズの冒険 (1939年の映画) ）                                                                         | 1939   |
| 66   | Get your stinking paws off me, you damned dirty ape. （「汚い猿め、触るな!」） | ジョージ・テイラー大佐 （チャールトン・ヘストン）                               | Planet of the Apes （猿の惑星） | 1968   |
| 67   | Of all the gin joints in all the towns in all the world, she walks into mine. （「世界には星の数ほど店はあるのに、彼女は俺の店に」） | リック・ブレイン （ハンフリー・ボガート）                                       | Casablanca （カサブランカ） | 1942   |
| 68   | Here's Johnny! （「お客様だよ!」） | ジャック・トランス （ジャック・ニコルソン）                                     | The Shining （シャイニング） | 1980   |
| 69   | They're here! （「あの人達よ!」） | キャロル・アン・フリーリング （ヘザー・オルーク）                               | Poltergeist （ポルターガイスト） | 1982   |
| 70   | Is it safe? （「安全か?」） | クリスチャン・ゼル博士 （ローレンス・オリヴィエ）                               | Marathon Man （マラソンマン） | 1976   |
| 71   | Wait a minute, wait a minute. You ain't heard nothin' yet! （「待ってくれ、お楽しみはこれからだ!」） | ジャック・ロビン （アル・ジョルソン）                                           | The Jazz Singer （ジャズ・シンガー） | 1927   |
| 72   | No wire hangers, ever! （「ハンガーを使っちゃ駄目!」） | ジョーン・クロフォード （フェイ・ダナウェイ）                                   | Mommie Dearest （愛と憎しみの伝説） | 1981   |
| 73   | Mother of mercy, is this the end of Rico? （「神様、これがリコの最後か……」） | チェザーレ・エンリコ・ バンデッロ （エドワード・G・ロビンソン）                 | Little Caesar （犯罪王リコ） | 1930   |
| 74   | Forget it, Jake, it's Chinatown. （「チャイナタウンだよ」） | ローレンス・ウォルシュ （ジョー・マンテル）                                     | Chinatown （チャイナタウン） | 1974   |
| 75   | I have always depended on the kindness of strangers. （「私、いつも見ず知らずの方のご好意に頼ってきましたの」） | ブランチ・デュボア （ヴィヴィアン・リー）                                       | A Streetcar Named Desire （欲望という名の電車） | 1951   |
| 76   | Hasta la vista, baby. （「地獄で会おうぜ、ベイビー」） | T-800 （アーノルド・シュワルツェネッガー）                                      | Terminator 2: Judgment Day （ターミネーター2） | 1991   |
| 77   | Soylent Green is people! （「ソイレント・グリーンは人肉だ!」） | ロバート・ソーン （チャールトン・ヘストン）                                     | Soylent Green （ソイレント・グリーン） | 1973   |
| 78   | Open the pod bay doors please, HAL. （「進入口を開けろ、ハル」） | デビッド・ボーマン船長 （キア・デュリア）                                       | 2001: A Space Odyssey （2001年宇宙の旅） | 1968   |
| 79   | Striker:Surely you can't be serious. Rumack:I am serious...and don't call me Shirley. （「冗談じゃない」「本気だよ、笑ってない」） | テッド・ストライカー（ロバート・ヘイズ） ルーマック医師（レスリー・ニールセン） | Airplane! （フライングハイ） | 1980   |
| 80   | Yo, Adrian! （「エイドリアン!」） | ロッキー・バルボア （シルヴェスター・スタローン）                               | Rocky （ロッキー） | 1976   |
| 81   | Hello, gorgeous. （「今日は、大スターさん」） | ファニー・ブライス （バーブラ・ストライサンド）                                 | Funny Girl （ファニー・ガール） | 1968   |
| 82   | Toga! Toga! （「トーガ、トーガだ!」） | ジョン・ブルータスキー （ジョン・ベルーシ）                                     | National Lampoon's Animal House （アニマル・ハウス） | 1978   |
| 83   | Listen to them. Children of the night. What music they make. （「聴こえますか? 夜の子供達。素晴らしい音楽だ!」） | ドラキュラ伯爵 （ベラ・ルゴシ）                                                 | Dracula （魔人ドラキュラ） | 1931   |
| 84   | Oh, no, it wasn't the airplanes. It was Beauty killed the Beast. （「いや飛行機じゃない、美女に殺されたのだ」） | カール・デナム （ロバート・アームストロング）                                   | King Kong （キング・コング） | 1933   |
| 85   | My precious. （「愛しいひと」） | ゴラム （アンディ・サーキス）                                                   | The Lord of the Rings: The Two Towers （ロード・オブ・ザ・リング/二つの塔）                                                                                | 2002   |
| 86   | Attica! Attica! （「アッティカ、アッティカ!」） | ソニー・ウォルツィック （アル・パチーノ）                                       | Dog Day Afternoon （狼たちの午後） | 1975   |
| 87   | Sawyer, you're going out a youngster, but you've got to come back a star! （「スターになって戻って来い!」） | ジュリアン・マーシュ （ワーナー・バクスター）                                   | 42nd Street （四十二番街） | 1933   |
| 88   | Listen to me, mister. You're my knight in shining armor. Don't you forget it. You're going to get back on that horse, and I'm going to be right behind you, holding on tight, and away we're gonna go, go, go! （「いいこと、あなたは私の白馬の騎士なのよ。 白馬に跨り私を迎えに来る。 私はあなたにしがみつき、どこまでも駆けていくの!」） | エセル・セアー （キャサリン・ヘプバーン）                                       | On Golden Pond （黄昏） | 1981   |
| 89   | Tell 'em to go out there with all they got and win just one for the Gipper. （「全力を尽くしてジッパーのために勝て! と、彼らに言ってあげてください」） | クヌート・ロックニー （パット・オブライエン）                                   | Knute Rockne All American （クヌート・ロックニー・オール・アメリカン）                                                                                     | 1940   |
| 90   | A martini. Shaken, not stirred. （「マティーニを。ステアじゃなくシェイクで」） | ジェームズ・ボンド （ショーン・コネリー）                                       | Goldfinger （007 ゴールドフィンガー） | 1964   |
| 91   | Who's on first? （「一塁手は誰だ?」） | デクスター （バド・アボット）                                                   | The Naughty Nineties （ザ・ノーティ・ナインティーズ） | 1945   |
| 92   | Cinderella story. Outta nowhere. A former greenskeeper, now, about to become the Masters champion. It looks like a mirac...It's in the hole! It's in the hole! It's in the hole! （「ギャラリー、いよいよです。 ゴルフ場管理人がチャンピオンに。 まさに奇跡!! 入った、入った、入りましたーっ!」）                                          | カール・スパックラ－ （ビル・マーレイ）                                         | Caddyshack （ボールズ・ボールズ） | 1980   |
| 93   | Life is a banquet, and most poor suckers are starving to death! （「人生とは宴であり、大多数の貧しい人々が死ぬほど飢えている!」） | メイム・デニス （ロザリンド・ラッセル）                                         | Auntie Mame （メイム叔母さん） | 1958   |
| 94   | I feel the need—the need for speed! （「やろうぜ、勝負はこれからだ!」） | ピート・ミッチェル （トム・クルーズ）                                           | Top Gun （トップガン） | 1986   |
| 95   | Carpe diem. Seize the day, boys. Make your lives extraordinary. （「カーペ・ディエム。今を生きろ、若者たちよ。素晴らしい人生を掴むのだ」） | ジョン・キーティング （ロビン・ウィリアムズ）                                   | Dead Poets Society （いまを生きる） | 1989   |
| 96   | Snap out of it! （「よして!」） | ロレッタ・カストリーニ （シェール）                                             | Moonstruck （月の輝く夜に） | 1987   |
| 97   | My mother thanks you. My father thanks you. My sister thanks you. And I thank you. （「母、父、妹、そして私がお礼を」） | ジョージ・M・コーハン （ジェームズ・キャグニー）                                | Yankee Doodle Dandy （ヤンキー・ドゥードゥル・ダンディ）                                                                                                   | 1942   |
| 98   | Nobody puts Baby in a corner. （「ベイビーは自由だ」） | ジョニー・キャッスル （パトリック・スウェイジ）                                 | Dirty Dancing （ダーティ・ダンシング） | 1987   |
| 99   | I'll get you, my pretty, and your little dog too! （「お前とその犬の命はないからね!」） | 西の悪い魔女 （マーガレット・ハミルトン）                                       | The Wizard of Oz （オズの魔法使） | 1939   |
| 100  | I'm the king of the world! （「世界は俺のものだ!」） | ジャック・ドーソン （レオナルド・ディカプリオ）                                 | Titanic （タイタニック） | 1997   |